# Vic de la Gardiòla
Vic de la Gardiòla (en francès Vic-la-Gardiole) és un municipi occità del Llenguadoc, de la regió d'Occitània, al departament de l'Erau.

## Productes cèlebres
A Vic de la Gardiòla i al poble veí de Frontinhan es produeix el vi de moscatell o vi moscat (vi dolç natural) anomenat moscat de Frontinhan o muscat de Frontignan (AOC, és a dir DO). Aquest moscat és prou conegut a la regió i és esmentat a la cançó "Mar e montanha", del grup occità "Moussu T e lei jovents", radicat a La Ciutat.
Extracte:
M'agrada l'èr de l'ocean 

E lo muscat de Frontinhan, 

La tarasca de Tarascon, 

E mai l'òme dau cròs Manhon. 

M'agrada lo vin dau Carcin, 

Lei trobadors dau Lemosin, 

La Magalí de Sant Canat 

E lei filhas de La Ciutat.